# ژاسمن (هنرپیشه)
ژاسمن (ارمنی: Ժասմեն؛  ۷ ژوئن ۱۸۹۴ – ۱۸ ژانویهٔ ۱۹۷۸) یک بازیگر اهل ارمنستان بود. وی بین سال‌های ۱۹۰۹ تا ۱۹۶۷ میلادی فعالیت می‌کرد.

## زندگی‌نامه
وی با نام اصلی ماریام هوُسپی گریگوریان (ارمنی: Մարիամ Հովսեփի Գրիգորյան) در ۱۹ ژوئن [سبک قدیمی: ۷ ژوئن] ۱۸۹۴ در تفلیس به دنیا آمد . وی در تئاتر انقلابی ایروان (۱۹۲۴-۱۹۲۵)،  تئاتر دولتی ارمنیان باکو (۱۹۴۹)، فرهنگستان دولتی تئاتر سوندوکیان (۱۹۵۹ فعالیت می‌کرد. وی همچنین برنده جوایزی همچون هنرمند مردمی ارمنستان شوروی (۱۹۶۳)، نشان برجسته افتخار (۱۹۴۰)، نشان پرچم سرخ کار (۱۹۴۶)، هنرمند مردمی آذربایجان شوروی (۱۹۳۵) و هنرمند شایسته آذربایجان شوروی (۱۹۳۱) شد. وی در ۱۸ ژانویهٔ ۱۹۷۸ در سن ۸۳ سالگی در ایروان درگذشت.

## یادداشت
1. ↑  Armenian State Theater of Baku